# 2-я бронетанковая бригада 3-й пехотной дивизии
2-я бронетанковая бригада 3-й пехотной дивизии (англ. 2nd Armored Brigade Combat Team, 3rd Infantry Division) — тактическое соединение Армии США в составе 3-й пехотной дивизии.
Сокращённое наименование в английском языке — 2 ABCT, 3 ID, 2-3 ID.
Пункт постоянной дислокации — Форт-Стюарт (Хайнсвилл), штат Джорджия.

## Состав бригады
- Штаб и штабная рота (Brigade Headquarters and Headquarters Company)
- 6-й эскадрон 8-го кавалерийского полка «Мустанг» (6th Squadron, 8th Cavalry Regiment «Mustang»)
- 3-й батальон 67-го бронетанкового полка «Гончие ада» (3rd Battalion, 67th Armor Regiment «Hounds of Hell»)
- 2-й батальон 69-го бронетанкового полка «Пантеры» (2nd Battalion, 69th Armor Regiment «Panthers»)
- 3-й батальон 15-го пехотного полка «Старые китайские руки» (3rd Battalion, 15th Infantry Regiment «Old China Hands»)
- 1-й дивизион 9-го артиллерийского полка «Короли битвы» (1st Battalion, 9th Field Artillery Regiment «Battlekings»)
- 9-й инженерный батальон «Гила» (9th Brigade Engineer Battalion «Gila»)
- 703-й батальон поддержки бригады «Поддерживать» (703rd Brigade Support Battalion «Maintain»)

## История
2-я бронетанковая бригада 3-й пехотной дивизии была сформирована 12 ноября 1917 года в Кэмп-Грин, Северная Каролина. Первоначально она называлась штабным отрядом 5-й пехотной бригады 3-й дивизии.

### Первая мировая война
В 1918 году бригада была переброшена во Францию, чтобы оказать помощь французам на Западном фронте во время Первой мировой войны. Бригада испытала свой первый боевой опыт, когда успешно защищала часть фронта союзных экспедиционных сил во время Третьей битвы на Эне.
Затем они доказали свою храбрость, проведя внезапную атаку на немецкие позиции без артиллерийского прикрытия во время битвы при Шато-Тьерри. Затем бригада участвовала в битве на Марне, откуда 3-я дивизия взяла свой девиз «Скала Марны». После этого бригада помогла прорвать немецкий фронт и захватить укреплённый город Мец во время битвы при Сен-Миеле. Наконец, спартанцы участвовали в наступлении в Мёз-Аргонне, которое в конечном итоге положило конец войне. Рядовой Джон Л. Баркли из бригады получил Медаль Почёта за свои героические действия под Кюнелем, Франция, 7 октября 1918 года.

### Межвоенный период
В марте 1921 года бригада «Спартан» была реорганизована и переименована в 5-ю пехотную бригаду 3-й дивизии. В этот период бригаде выпала честь иметь в качестве своего выдающегося командира бригадного генерала Джорджа К. Маршалла (впоследствии 5-звездочного генерала, начальника штаба Армии США, государственного секретаря, министра обороны и лауреата Нобелевской премии). 16 октября 1939 года, накануне Второй мировой войны, бригада «Спартан» была расформирована в Ванкуверских казармах, штат Вашингтон, в связи с реорганизацией дивизионной структуры армии с «квадратной» на «треугольную».

### Вторая мировая война
Хотя штаб бригады «Спартан» был неактивен, подразделения, составляющие современную бригаду, принимали активное участие во Второй мировой войне. С началом Второй мировой войны несколько подразделений бригады «Спартан» были развернуты и участвовали в четырех из пяти крупных десантных операций на европейском театре военных действий. Они начали с успешного изгнания нацистских войск из Северной Африки в ходе операции «Факел» и Тунисской кампании. В 1943 году будущие спартанцы направились в Италию и впервые высадились на Сицилии в рамках Итальянской кампании.
Эти подразделения с отличием сражались повсюду от Неаполя до Рима, включая битву при Анцио, где 22 американца были награждены Почётной медалью Конгресса. После вторжения в Нормандию подразделения бригады «Спартан» приступили к освобождению Франции. Они пробивались через Южную Францию и Арденны, где участвовали в Арденнской операции. В последние дни боев подразделения бригады «Спартан» перешли Рейнланд и окружили опорный пункт Адольфа Гитлера в Берхтесгадене за несколько дней до капитуляции Германии. После поражения Германии боевые силы бригады «Спартан» были переброшены обратно в США, однако силы поддержки были отправлены в Азиатско-Тихоокеанский регион, где они активно действовали на Азиатско-Тихоокеанском ТВД до конца войны.

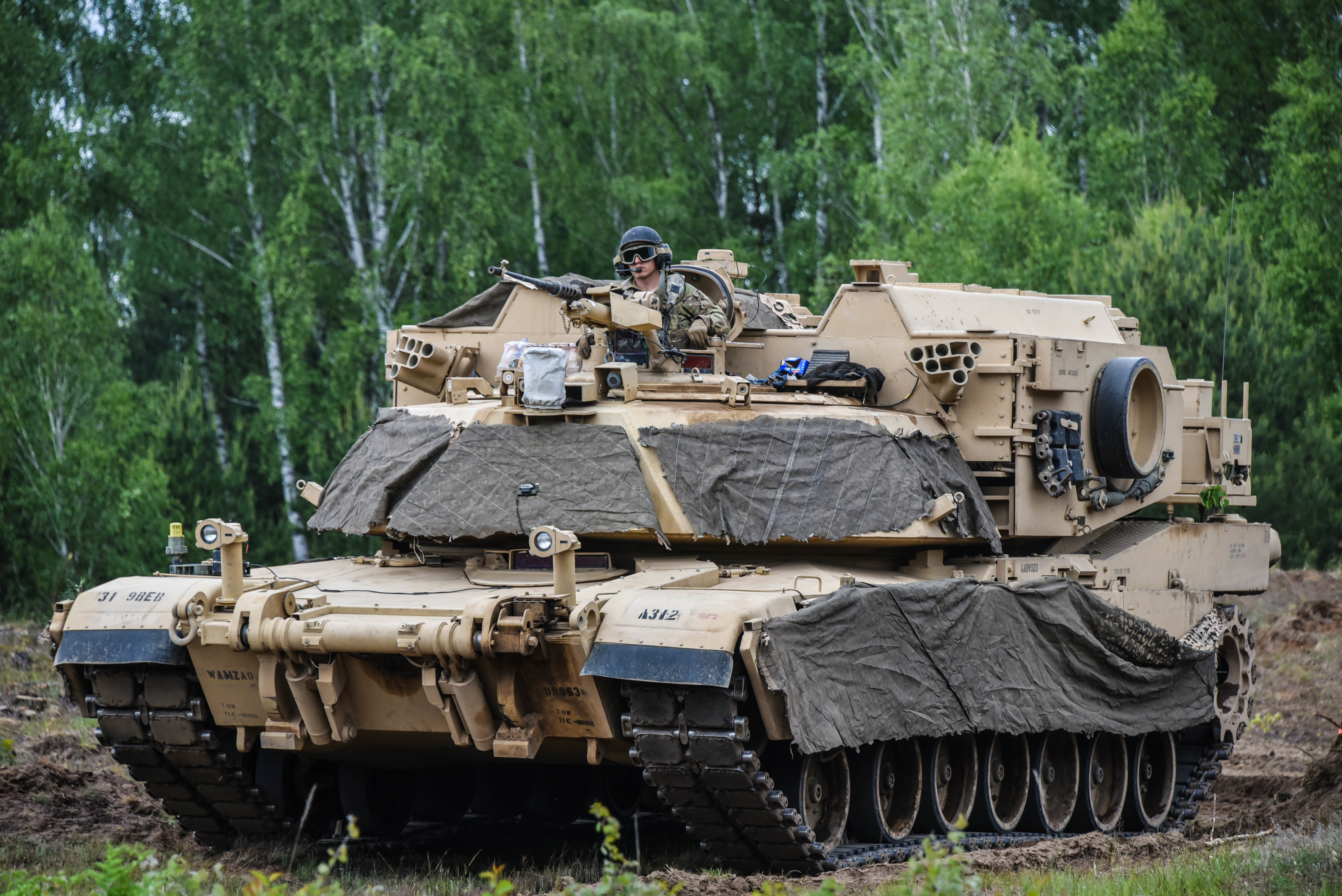
Бронированная машина разминирования (БМР) M1150 Assault Breacher Vehicle 2/3-й бригады на полигоне Дравско-Поморске. 9 июня 2020

### Холодная война
Во время Корейской войны бригада «Спартан» вновь была призвана в бой. Они участвовали в общей сложности в восьми отдельных кампаниях и воевали с момента вмешательства китайских коммунистических сил в ноябре 1950 года до прекращения огня в 1953 году.
18 апреля 1963 года бригада «Спартан» была возвращена в регулярную армию и переименована в штабную роту 2-й бригады 3-й пехотной дивизии в связи с принятием концепции реорганизации армейских дивизий «ROAD» (Reorganization Objective Army Division). Согласно этой концепции, армия концентрировалась вокруг дивизий с центром в боевых и маневренных частях. Вместо старых пехотных полков и бронетанковых боевых командований (Armor combat commands) были созданы три боевые бригады.
17 июня 1963 года 2-я бригада была активирована в Китцингене, Германия, в качестве старшего штаба одного бронетанкового батальона и двух механизированных пехотных батальонов. Размещённая вблизи фульдского коридора, главного пути подхода с востока в Западную Германию, бригада служила основной силой ударной мощи 3-й пехотной дивизии, предназначенной для защиты США и свободного мира в разгар холодной войны. Именно здесь бригада получила прозвище «Спартанцы». 15 января 1994 года 2-я бригада была деактивирована.
Подразделение было переименовано во 2-ю бригаду 24-й пехотной дивизии 16 февраля 1996 года в Форт-Стюарте, штат Джорджия, в составе сил быстрого развёртывания XVIII воздушно-десантного корпуса. 2-я бригада затем стала бронетанковой бригадой в составе 3-й пехотной дивизии. В течение последующих 6 лет бригада неоднократно направлялась в Национальный учебный центр (НУЦ) и Кувейт. Она неоднократно назначалась бригадой готовности дивизии (БГД) и была готова к развёртыванию в поддержку операций «Пустынный гром» и «Пустынный лис» для защиты Кувейта от иракской агрессии.

### Иракская война
В 2002 году бригада была размещена в Кувейте для отражения потенциальной агрессии Ирака. В марте 2003 года бригада атаковала Ирак, чтобы освободить народ Ирака и отстранить Саддама Хусейна от власти. Бригада захватила Багдад в ходе молниеносной операции «Громовой пробег». После передислокации бригада стала первой бригадой в армии, испытавшей новую модульную структуру комплектования личного состава и распределения техники.
В январе 2005 года и снова в мае 2007 года бригада была переброшена для участия в боевых действиях в Ираке в рамках операции «Иракская свобода». Бригада выполняла различные задачи, включая операции прямого действия против террористических сил, гуманитарные миссии и усилия по восстановлению мирной жизни.
В сентябре 2009 года бригада была переброшена в Ирак, на этот раз в неспокойные северные провинции. Известная как «последнее трудное место в Ираке», 2-я бригада стала единственной бригадой в составе 3-й пехотной дивизии, которая служила во всех основных районах Ирака: южном, центральном и северном. Их территория была самой большой по площади в Ираке, охватывая район к северу от Багдада, простирающийся от турецкой границы на севере до сирийской границы на западе и иранской границы на востоке. Миссия включала боевые действия против противника, консультирование и оказание помощи иракским силам, а также оказание гуманитарной помощи.
7 марта 2010 года солдаты 2-й бригады 3-й пехотной дивизии были направлены в северную часть Ирака. «Спартанцы» помогли организовать первые свободные демократические выборы, когда-либо проводившиеся на Ближнем Востоке, и всего лишь вторые в современной истории Ирака. После нескольких месяцев обучения иракских сил безопасности, совместной работы с ними по обеспечению безопасности иракского населения и стимулирования экономического роста Ирака, спартанцы смогли увидеть плоды своего труда после того, как 70 процентов иракских избирателей, имеющих право голоса, пришли на выборы 7 марта 2010 года и избрали первое за многие годы стабильное правительство Ирака. В начале ноября 2010 года спартанцы передислоцировались.

### Война в Афганистане
В 2012 году бригада была развёрнута в афганских провинциях Логар и Вардак в поддержку операции «Несокрушимая свобода». В 2016 году были развёрнуты по всему африканскому континенту в поддержку миссии АФРИКОМ США «региональные объединённые силы». Миссия «Региональные объединённые силы» направлена на наращивание потенциала многих вооружённых сил по всей Африке.

### Реорганизация
В 2015 году «Спартанцы» были переформированы в пехотную бригаду, В декабре 2016 года армия выбрала бригаду «Спартан» для преобразования её в бронетанковую бригаду. Солдаты были преобразованы из пехотной бригады (IBCT) в бронетанковую бригаду (ABCT) 16 октября 2017 года в Форт-Стюарт, штат Джорджия. Решение о преобразовании было основано на необходимости выполнения армией планов на случай непредвиденных обстоятельств в ответ на потенциальных будущих противников. ВВТ бригады состоит из трёх платформ боевых машин: танк M1 «Абрамс», боевая машина пехоты Брэдли и самоходная гаубица М109А6 Паладин. Бригада также преобразовала два своих батальона из чисто пехотных в смешанные бронетанковые и механизированные батальоны. Третий батальон 7-го пехотного полка был деактивирован и преобразован в 3-й батальон 67-го бронетанкового полка, а 1-й батальон 30-го пехотного полка преобразован в 2-й батальон 69-го бронетанкового полка.

## Командиры бригады
- полковник James K. Dooghan (17 марта 2016 – 8 июня 2018)
- полковник  Patrick "Scott" O’Neal (8 июня 2018 – 20 июля 2020)
- полковник Terry R. Tillis (20 июля 2020 – 16 июня 2022)
- полковник Ethan J. Diven (с 16 июня 2022)